# 沼田西村
沼田西村（ぬたにしむら）は、広島県豊田郡にあった村。現在の三原市の一部にあたる。

## 地理
- 河川：沼田川[1]

## 歴史
- 1889年（明治22年）4月1日、町村制の施行により、豊田郡惣定村、松江村、小原村が合併して村制施行し、沼田西村が発足[1][2]。
- 1954年（昭和29年）4月1日、三原市に編入され廃止[1][2]。

## 産業
- 農業